# Nonostante
Nonostante è un film del 2024 diretto da Valerio Mastandrea.
Il film è stato selezionato come film d'apertura della sezione Orizzonti alla 81ª Mostra internazionale d'arte cinematografica di Venezia.

## Trama
In un grande ospedale i degenti in coma vivono una vita parallela separati dai loro corpi mortali, potendo interagire fra loro, ma non con gli altri, pazienti, medici, visitatori,...
Il protagonista (senza nome come del resto tutti gli altri personaggi) vive la sua condizione con leggerezza fino a che non viene ricoverata in stato comatoso una giovane donna vittima di un incidente stradale. Ciò stravolge il suo equilibrio trascinandolo in una storia di amore vissuta intensamente "nonostante" la precarietà della loro situazione sospesa fra la vita e la morte.

## Produzione
Il film è scritto da Enrico Audenino e Valerio Mastandrea, quest'ultimo anche regista del film. Il progetto è stato prodotto dallo stesso regista con Viola Prestieri per HT Film, Damocle e Rai Cinema. Per la scrittura della sceneggiatura è stata consultata la Fondazione Santa Lucia, dedicata alla neuroriabilitazione ospedaliera e alla ricerca nelle neuroscienze. Le riprese sono iniziate il 23 settembre 2023.

## Distribuzione
Il film è stato presentato in anteprima alla 81ª Mostra internazionale d'arte cinematografica di Venezia il 28 agosto 2024, come film d'apertura della sezione Orizzonti, e distribuito nelle sale italiane dal 27 marzo 2025 con BiM Distribuzione.
Dal 10 luglio 2025 è disponibile per l'acquisto su Amazon Prime Video, Chili  , Rakuten TV , YouTube , Tim Vision , Apple TV , mentre dal 17 Settembre 2025 verrà distribuito in home video nei formati DVD e Bluray.

## Accoglienza

### Incassi
Il film ha incassato 821829 €.

### Critica
Il film è stato accolto con recensioni favorevoli da parte della critica cinematografica, che ne ha apprezzato le tematiche trattate e la recitazione dello stesso Mastandrea, Dolores Fonzi, Laura Morante e Lino Musella.
Mauro Donzelli di Comingsoon.it scrive che il regista abbia avuto «il coraggio di spiazzare e raccontare una storia in maniera totalmente originale», scrivendo che le «pur utilizzando gli strumenti del romanzesco e della fantasia, prendendo le distanze dal realismo per avventurarsi in direzioni mai scontate» e affrontate con «una dose di sarcasmo e fatalismo», tipiche del regista. Valerio Sammarco del Cinematografo afferma che attraverso il film Mastandrea «conferma la volontà di voler evadere dalla comfort zone narrativa e produttiva del cinema italiano», e sebbene non sia tutto «calibrato alla perfezione» nei dialoghi e nell'uso delle musiche, esse «non inficiano la bontà di un racconto capace di farsi strada sotto pelle, arrivando al cuore».
Aldo Spiniello di Sentieri selvaggi scrive che Nonostante si inserisce in una serie di film che «si confrontano con la condanna o l’urgenza di una sospensione». Il giornalista riscontra che sebbene sul film «aleggia lo spettro della morte», esso è abbattuto da «un movimento continuo; [...] animato da uno slancio, da un’urgenza di vita irriducibile».

## Riconoscimenti
- 2025 – Nastro d’argento
  - Migliore soggetto